# José Rodríguez Martínez
Pour les articles homonymes, voir José Rodríguez et Rodríguez.
José Rodríguez Martínez est un footballeur espagnol né le 16 décembre 1994 à La Vila Joiosa (Communauté valencienne, Espagne). Il évolue au poste de milieu relayeur au Adana Demirspor.

## Biographie
Né à Villajoyosa dans la province d'Alicante, José Rodríguez fait ses débuts en 2002 dans le club de sa ville, le Villajoyosa CF. En 2007, il rejoint la section de jeunes de l'Hércules de Alicante où il reste deux ans. À l'âge de 14 ans, il intègre le centre de formation du Real Madrid.
José Rodríguez joue son premier match en Liga le 1er décembre 2012, lors d'une rencontre face à l'Atlético de Madrid. Lors de ce match, il entre sur le terrain à la 90e minute de jeu, en remplacement de Karim Benzema.
Il dispute son premier match en Ligue des champions le 4 décembre 2012, lors d'une confrontation face à l'Ajax Amsterdam. Il entre sur la pelouse à la 72e minute de jeu, en remplacement du Brésilien Kaká.
Le 29 juin 2016, il rejoint le FSV Mayence pour quatre ans.

## Statistiques
| Saison                | Club                        | Championnat           | Championnat | Championnat | Coupe(s) nationale(s) | Coupe(s) nationale(s) | Compétition(s) continentale(s) | Compétition(s) continentale(s) | Compétition(s) continentale(s) | Total | Total |
| Saison                | Club                        | Division              | M.          | B.          | M.                    | B.                    | Comp.                          | M.                             | B.                             | M.    | B.    |
| 2012-2013             | Real Madrid Castilla        | Liga Adelante         | 24          | 0           | -                     | -                     | -                              | -                              | -                              | 24    | 0     |
| 2012-2013             | Real Madrid                 | Liga BBVA             | 1           | 0           | 2                     | 1                     | C1                             | 1                              | 0                              | 4     | 1     |
| 2013-2014             | Real Madrid Castilla        | Liga Adelante         | 37          | 4           | -                     | -                     | -                              | -                              | -                              | 37    | 4     |
| 2014-2015             | Deportivo La Corogne (prêt) | Liga BBVA             | 25          | 2           | 2                     | 0                     | -                              | -                              | -                              | 27    | 2     |
| 2015-2016             | Galatasaray SK              | Süper Lig             | 14          | 0           | 6                     | 0                     | C1                             | 3                              | 0                              | 23    | 0     |
| 2016-2017             | FSV Mayence                 | Bundesliga            | 2           | 0           | 2                     | 0                     | C3                             | 1                              | 0                              | 5     | 0     |
| 2016-2017             | Málaga CF (prêt)            | La Liga               | 6           | 0           | -                     | -                     | -                              | -                              | -                              | 6     | 0     |
| 2017-2018             | Maccabi Tel-Aviv (prêt)     | Ligat HaAl            | 19          | 2           | 3                     | 0                     | -                              | -                              | -                              | 22    | 2     |
| Total sur la carrière | Total sur la carrière       | Total sur la carrière | 128         | 8           | 15                    | 1                     | -                              | 5                              | 0                              | 148   | 9     |